# Theodor Croneiß

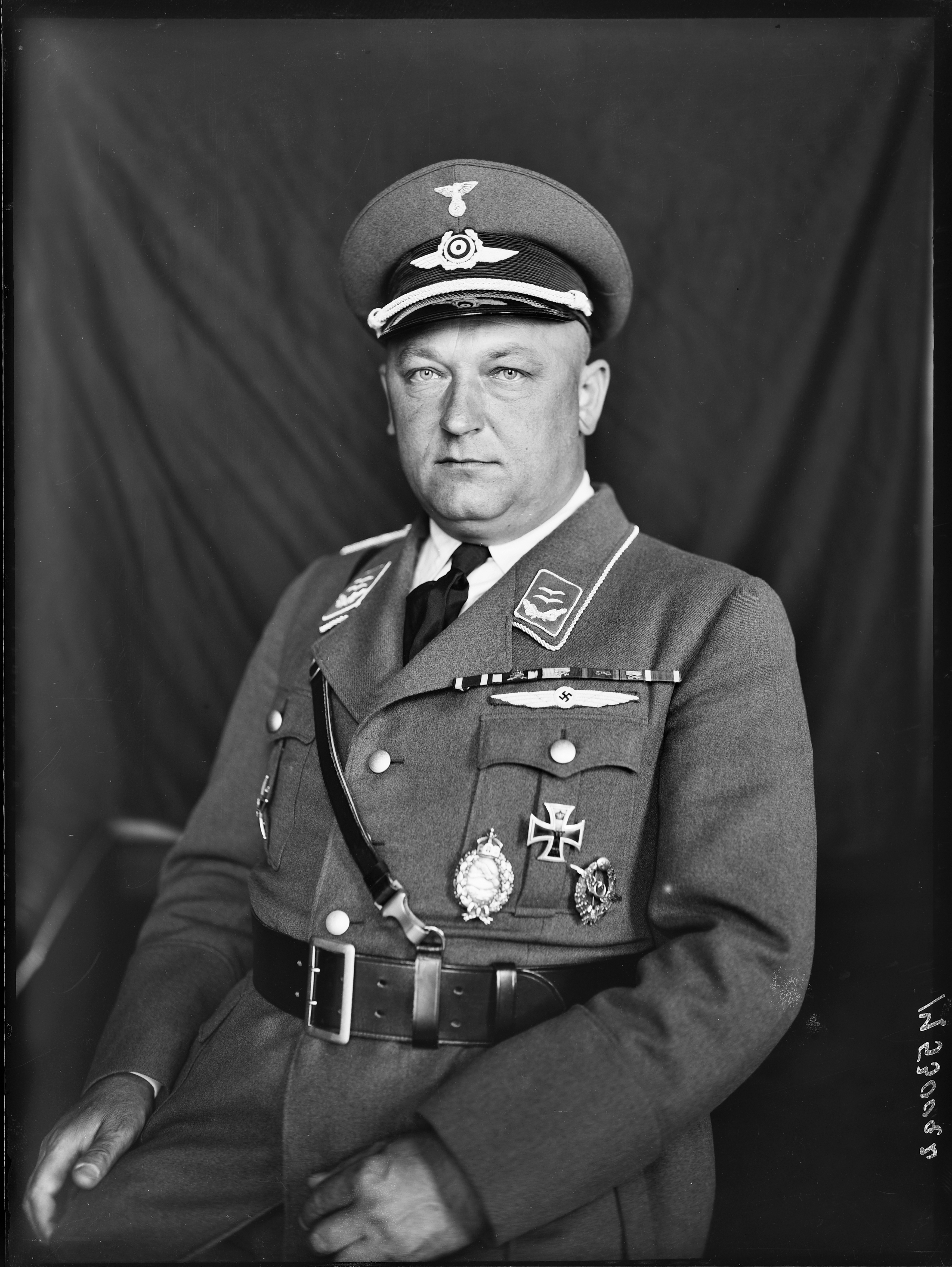
Theodor Croneiß in Deutscher-Luftsportverband-Uniform um 1934

Theodor „Theo“ Jakob Croneiß (* 28. Dezember 1894 in Schweinfurt; † 7. November 1942 in München) war ein deutscher Jagdflieger und Luftfahrtfunktionär.

## Leben

### Jugend und Erster Weltkrieg
Croneiß war der jüngere Sohn des Gymnasiallehrers Carl Croneiß und seiner Ehefrau Margarete, geborene Wiesinger. Sein älterer Bruder war der spätere Reichstagsabgeordnete Carl Croneiß. Seine ersten Lebensjahre verbrachte Croneiß in Schweinfurt, wo der Vater als Lehrer beschäftigt war. Nach dem Tod des Vaters 1903 siedelte die Mutter mit den Söhnen nach Nürnberg über. In Nürnberg besuchte Croneiß ein Realgymnasium. Nach dem Abitur begann er ein Praktikum bei den Süddeutschen Eisenwerken.
Beim Ausbruch des Ersten Weltkriegs meldete Croneiß sich freiwillig beim 1. bayerischen Chevauleger-Regiment. Ende 1914 meldete er sich zur Fliegertruppe. Anschließend wurde er in Döberitz und Freiburg zum Flugzeugbeobachter und dann in der Schweriner Fokkerschule zum Jagdflieger ausgebildet. 1915 wurde Croneiß als Pilot an den Kriegsschauplatz in den Dardanellen kommandiert, wohin er von Ungarn aus im Alleinflug reiste. Hierbei handelte es sich um den ersten Langstreckenflug mit einem Fluggerät dieser Type, was zu einer entsprechenden Vermarktung durch die Kriegspropaganda führte.
In den folgenden knapp drei Jahren kämpfte Croneiß als Jagdflieger im vorderen Orient. Mit fünf Abschüssen war er auf diesem Kriegsschauplatz der deutsche Pilot mit den meisten Abschüssen. Bei Kriegsende hatte er den Rang eines osmanischen Oberleutnants erreicht. Wichtiger aber noch war, dass er während des Krieges umfangreiche Kontakte zur Flugzeugindustrie geknüpft hatte: Mit Anthony Fokker hatte er bereits vor seiner Abreise nach der Türkei vereinbart, dereinst nach dem Krieg dessen Absatzinteressen in Vorderasien zu vertreten und in den weiteren Jahren auch Arrangements mit weiteren Unternehmen getroffen, ihre Repräsentanz in diesem Gebiet zu übernehmen. Die deutsche Kriegsniederlage machte diese Pläne zwar zunichte, dennoch war, mit Albert Fischer „der Bezug zur Flugzeugindustrie […] hergestellt und er sollte nie mehr verloren gehen.“

### Weimarer Republik
1924 siedelte Croneiß zusammen mit seinem Bruder Carl auf dem Fürther Flugplatz die „Sportflug GmbH für Mittelfranken und Oberpfalz“ an. 1926 gründete er dann die Regionalfluggesellschaft Nordbayerische Verkehrsflug GmbH, die ihren Sitz ebenfalls in Fürth hatte und als deren Direktor er bis 1934 (?) fungierte. Neben der Lufthansa war dieses das erste kommerzielle Luftfahrtunternehmen in Deutschland. Bis Ende der 1920er Jahre konnte diese Gesellschaft sich als erfolgreiches Unternehmen etablieren und ein Liniennetz aufbauen, das sich über das ganze Deutsche Reich erstreckte. Der Erfolg des Unternehmens beruhte vor allem darauf, dass es günstigere Tickets anbot als die Lufthansa und geringerer Subventionen bedurfte als diese. Unternehmensstrategisch setzte Croneiß vor allem auf die Betreuung von innerdeutschen Kurzstrecken, während die Lufthansa sich vor allem den Fernstrecken verschrieben hatte, was der Aufteilung von Nahverkehr und Fernverkehr im Eisenbahnwesen nicht unähnlich war.
Eng verbunden war das Schicksal der Verkehrsflug mit dem der Messerschmitt AG: 1924 stellte Croneiß dem damals notorisch klammen Willy Messerschmitt die Mittel zur Verfügung, um seine ersten Flugzeuge M17 und M18 zu bauen. Von Letzterer nahmen die Nordbayerische Verkehrsflug und deren Nachfolgerin, die Deutsche Verkehrsflug AG, 19 Exemplare ab.
Während der Weltwirtschaftskrise geriet die Verkehrsflug ab 1930 an den Rand ihrer Existenz. Dies beruhte vor allem darauf, dass sie zwar geringere Subventionen benötigte als die Lufthansa, ihre Subventionsgeber jedoch nicht das Reich und seine Länder waren, die auch in der Krise verlässlich zahlen konnten, sondern private Finanziers, die ihre Subventionsleistungen in der Krise massiv reduzieren mussten. Ab 1931 schrieb die Verkehrsflug entsprechend hohe Verluste, konnte aber dennoch überleben und hätte Albert Fischer zufolge wahrscheinlich ohne den politischen Umbruch von 1933 dauerhaft als Fluggesellschaft fortbestehen können. 1934 wurde die Verkehrsflug AG jedoch auf Betreiben des Luftfahrtministers Hermann Göring und seines Staatssekretärs Erhard Milch, der zugleich zum Vorstand der Lufthansa gehörte, liquidiert, da das Modell für das Luftverkehrswesen im Deutschen Reich, das diesen beiden vorschwebte, nur eine einzige Fluggesellschaft vorsah, wobei sie sich für die Lufthansa entschieden. 1937 wurde die Liquidation der Verkehrsflug endgültig vollzogen.

### Politik
Politisch hatte Croneiß als ehemaliger Offizier vor allem Sympathien für Gruppen der politischen Rechten, schloss sich aber zunächst keiner Partei an. Um 1922/23 beteiligte er sich allerdings an der Gründung der Reichsflagge und im November 1923 war seine Beteiligung am Hitler-Putsch anvisiert, wozu es jedoch aufgrund der schnellen Niederschlagung der Aktion nicht mehr kam. Nach der Entlassung Hitlers aus der Festungshaft in Landsberg stand dieser in regelmäßigen Kontakt zu Croneiß, in den Räumlichkeiten von dessen Unternehmen er sich seit 1925 regelmäßig aufhielt. Zudem brachte Croneiß die für die Sicherheit Hitlers während dessen Flugreisen zuständigen SA- und SS-Leute in seiner Flugleitung in Fürth unter, denen damals das Betreten des öffentlichen Flugplatzes noch verboten war. Obwohl er sich um Eintritt in die NSDAP bewarb, trat Croneiß vor 1933 nicht in diese ein, da ihm zu verstehen gegeben wurde, dass es für die Partei nützlicher sein würde, wenn er es vermeide, sich durch eine formelle Mitgliedschaft als ihr Sympathisant zu exponieren. Dies lag vor allem daran, dass er aufgrund seiner wichtigen Stellung in der Wirtschaft und im Verkehrswesen eine nicht unbedeutende Persönlichkeit war, die als heimlicher Gesinnungsgenosse der NSDAP mehr für diese leisten könnte als wenn seine Nähe zu dieser bekannt würde, zumal Croneiß in den 1920er Jahren im Rahmen seiner Zusammenarbeit mit staatlichen Stellen und Mandatsträgern vor allem mit Angehörigen der Deutschen Demokratischen Partei in Verbindung stand.

### Zeit des Nationalsozialismus
Croneiß trat zum 1. März 1933 in die NSDAP ein (Mitgliedsnummer 1.505.089). In der SA wurde er derweil etwa im Mai 1933 zum Sonderkommissar des Obersten SA-Führers für Luftfahrtfragen bei der Bayerischen Staatskanzlei und im Juli 1933 zum Fliegerreferenten der Obersten SA-Führung ernannt. Außerdem wurde er sofort nach seinem Eintritt in die SA im Frühjahr 1933 Standartenführer und bald darauf zum Oberführer befördert. Ferner übernahm er die Stellung des Geschwaderführers der Fliegerlandesgruppe X (Bayern) des Deutschen Luftsportverbandes.
Im Herbst 1933 hatte Croneiß harsche Auseinandersetzungen mit dem neuernannten Staatssekretär Milch im Reichsluftfahrtministerium, den er wegen seiner teilweise „nicht-arischen“ Abstammung denunzierte.
Aus der Luftfahrtpolitik musste Croneiß sich im Juli 1934 auf Druck von Göring und Milch zurückziehen. Stattdessen konzentrierte er sich fortan auf seine Tätigkeit in der Luftfahrtindustrie, in der er bis zu seinem Tod eine führende Rolle spielte: Bereits seit Oktober 1933 amtierte er als Aufsichtsratsvorsitzender der Bayerischen Flugzeugwerke. 1936 gründete Croneiß dann die Bayerischen Flugzeugwerke Regensburg GmbH, die er ab 1937 als Betriebsführer leitete und die 1941 in Messerschmitt Regensburg GmbH umbenannt wurden. Im April 1942 wurde er schließlich Vorstandsvorsitzender des Gesamtunternehmens, der Messerschmitt AG und zusätzlich Betriebsleiter des Werkes Augsburg.
Abseits seiner Tätigkeit in der Luftfahrtindustrie bzw. durch diese bedingt bekleidete Croneiß noch eine Reihe öffentlicher Ämter und Funktionen im NS-Staat: Seit 1935 war er als „Berater für besondere technische Fragen“ (Reichs-)Amtsleiter im Stab von Rudolf Heß (= Bearbeiter für fliegerische Fragen). Im September 1938 wurde ihm als führendem Wirtschaftsfunktionär im NS-Staat zudem der Rang eines Wehrwirtschaftsführers verliehen. In der SA erhielt er indessen im November 1933 den Rang eines SA-(Ehren)-Brigadeführers, bevor er zum 9. November 1938 in die SS (SS-Nummer 310.389) wechselte, in die er ebenfalls im Rang eines Brigadeführers aufgenommen wurde.
Anlässlich der Reichstagswahl 1938 kandidierte Croneiß erfolglos auf der Liste des Führers zur „Wahl des Großdeutschen Reichstags“ für den nationalsozialistischen Reichstag.
Als herausstechende Charakteristika von Croneiß vermerkt Fischer „Durchsetzungswillen“, „Organisationstalent“ und „Hartnäckigkeit“.
Croneiß starb am 7. November 1942 nach einem Krankenhausaufenthalt im Münchner Hotel Vierjahreszeiten an einer Embolie. Bei der Trauerfeier anlässlich des Todes von Theo Croneiß in den Messerschmitt-Werken in Regensburg am 10. oder 11. November 1942 hob Willy Messerschmitt seine persönliche Freundschaft mit Croneiß und dessen Verdienste um das gesamte Unternehmen, die gelungene Rettung in schweren wirtschaftlichen Zeiten hervor. Beigesetzt wurde er in einem Ehrengrab auf dem Zentralfriedhof.

## Beförderungen
Armee
- 1915. Unteroffizier
- 1915: Vizefeldwebel
- August 1915: Offiziersstellvertreter
- 22. Oktober 1916: Leutnant der Reserve und Leutnant der osmanischen Armee
- 1. März 1933: Hauptmann der Reserve
- 3. März 1941: Major der Reserve

In der SA:
- 25. Februar 1933: SA-Standartenführer
- 15. Juli 1933: SA-Oberführer
- 9. November 1937: SA-Brigadeführer

In der SS:
- 9. November 1938: SS-Brigadeführer

## Auszeichnungen
Croneiß war Inhaber des Eisernen Kreuzes II. Klasse (2. Januar 1915) und I. Klasse (26. September 1916), des Ritterkreuzes des Königlichen Hausordens von Hohenzollern mit Schwertern (6. August 1918) sowie des Kriegsverdienstkreuzes I. Klasse (1942). In der SS erhielt den Ehrendegen des Reichsführers SS und den Totenkopfring der SS. Hinzu kamen diverse osmanische Auszeichnungen (Liakat-Medaille, Imtiaz-Medaille, Mecidiye-Orden, Eiserner Halbmond).